# Gouania vitifolia
Gouania vitifolia är en brakvedsväxtart som beskrevs av Asa Gray.
Gouania vitifolia ingår i släktet Gouania och familjen brakvedsväxter. Inga underarter finns listade i Catalogue of Life.